# Mark Dempsey (cầu thủ bóng đá Anh)
Mark James Dempsey (sinh ngày 14 tháng 1 năm 1964) là một huấn luyện viên bóng đá người Anh và là cựu cầu thủ làm việc như một huấn luyện viên tại Manchester United.
Dempsey được sinh ra ở Moston, Manchester. Anh chơi ở vị trí tiền vệ tại giải English Football League cho các đội bóng Manchester United, Swindon Town, Sheffield United, Chesterfield và Rotherham United Và tại giải Non-League football cho Macclesfield Town. Ông là huấn luyện viên đội trẻ cho Manchester United trước khi chuyển đến làm việc tại Na Uy. Ông có sáu người con, hai trong số họ được nhận nuôi.

## Sự nghiệp huấn luyện viên
Vào tháng 2 năm 2009, anh ấy đã đăng một bài về sự phát triển bóng đá trẻ cho Tromsø IL và khu vực Bắc Na Uy. Vào ngày 9 tháng 11 năm 2010, Dempsey gia nhập Molde dưới triều đại Ole Gunnar Solskjær. Ông theo Solskjær đến Cardiff City vào tháng 1 năm 2014 để đảm nhận công việc nhân viên phòng hậu trường mới sau khi sa thải Malky Mackay.

### Haugesund
Năm 2016, Dempsey làm nhà quản lý bóng đá của FK Haugesund, tiếp nhận chức vụ này bởi Jostein Grindhaug bị sa thải sau mùa giải 2015. Dempsey đã từ chức nhà quản lý của Haugesund vào ngày 14 tháng 7 năm 2016.

### Djurgården
Vào tháng 8 năm 2016, Dempsey trở thành nhà quản lý bóng đá của đội bóng hàng đầu Thụy Điển đó là Djurgården.

### Trở lại Molde
Vào ngày 29 tháng 12 năm 2016, Molde thông báo rằng Dempsey đã trở lại câu lạc bộ như một trợ lý giám đốc, làm việc cùng với Erling Moe, trong một hợp đồng có thời hạn là 2 năm rưỡi.

### Start
Vào ngày 1 tháng 12 năm 2017, Dempsey được bổ nhiệm làm nhà quản lý của Start
Vào ngày 18 tháng 5 năm 2018, Dempsey đã bị sa thải bởi Start do kết quả kém.

### Kongsvinger
Dempsey được công bố là nhà quản lý mới của câu lạc bộ hạng 2 Na Uy là Kongsvinger on ngày 11 tháng 6 năm 2018.vào ngày 11 tháng 6 năm 2018.

### Manchester United
Dempsey gia nhập Manchester United sau sự ra đi của Jose Mourinho vào tháng 12 năm 2018 với tư cách là một huấn luyện viên đội 1 dưới quyền của Ole Gunnar Solskjær, đảm nhận vai trò huấn luyện viên kỹ thuật. Vào năm 2019 trong khi Manchester United đang trong chuyến du đấu tới nước Úc trước mùa giải của họ, Dempsey đã bị ốm và phải nhập viện. Sau đó, anh ấy đã nghỉ việc trong vài tháng tới trước khi trở lại vai trò của mình vào tháng 12 năm 2019.

## Thống kê về sự nghiệp huấn luyện
Tính đến ngày 11 tháng 11 năm 2018
| Đội         | Từ                  | Đến                  | Số liệu | Số liệu | Số liệu | Số liệu | Số liệu |
| Đội         | Từ                  | Đến                  | P       | W       | D       | L       | Win %   |
| ----------- | ------------------- | -------------------- | ------- | ------- | ------- | ------- | ------- |
| Haugesund   | 1 tháng 1 năm 2016  | 14 tháng 7 năm 2016  | 19      | 10      | 5       | 4       | 052,6   |
| Djurgården  | 3 tháng 8 năm 2016  | 6 tháng 11 năm 2016  | 14      | 9       | 1       | 4       | 064,3   |
| Start       | 1 tháng 12 năm 2017 | 18 tháng 5 năm 2018  | 10      | 1       | 1       | 8       | 010,0   |
| Kongsvinger | 12 tháng 7 năm 2018 | 13 tháng 11 năm 2018 | 15      | 6       | 4       | 5       | 040,0   |
| Tổng cộng   | Tổng cộng           | Tổng cộng            | 58      | 26      | 11      | 21      | 044,8   |